# Mark Davis (aktor)
Mark Davis (ur. 6 sierpnia 1965 w Chelmsford) – brytyjski aktor, reżyser, scenarzysta i producent filmów pornograficznych, tancerz egzotyczny.
W 1998 magazyn „The Independent” nazwał go „największą brytyjską gwiazdą porno w Ameryce”. W 2003 został wprowadzony do Galerii Sław AVN Award, a w 2006 znalazł się na liście finalistów Alei Sław XRCO Award. W 2012 ogłosił odejście z branży dla dorosłych, kończąc prawie 20–letnią karierę.

## Wczesne lata
Urodził się i dorastał we wsi River w Chelmsford w hrabstwie Essex w Anglii, gdzie w 1981 ukończył szkołę średnią Hylands School. Miał trudności z nauką, był nieśmiałym, jąkającym się dzieckiem z ADHD i dysleksją, co sprawiło, że stał się odstającym samotnikiem. Osiągał szkolne sukcesy w lekkoatletyce; trenował karate i grał w rugby.
Wychowywał się z młodszą o dwa lata siostrą. Jego ojciec pracował jako retuszer graficzny Leica Camera blisko Piccadilly Circus, a matka była kierowcą Marconi Company. Stracił dziewictwo w wieku 15 lat z 18–latką w Hiszpanii. Miał 16 lat, gdy wraz z rodziną przeprowadził się do Kanady i osiedlił w Toronto.

## Początki kariery
W wieku siedemnastu lat w Kandzie rozpoczął pracę jako model dla JCPenney, występował w kilku reklamach telewizyjnych, a także brał udział w pokazach mody we Włoszech i Niemczech. Dorabiał też jako kelner w restauracji. W 1984 wyemigrował do stanu Kalifornii Południowej i przeniósł się do Los Angeles. W sierpniu 1984 wziął udział w sesji zdjęciowej do magazynu dla pań „Playgirl”. W październiku 1986 trafił na okładkę „Joe Weider’s Sports & Fitness”. W latach 1984–1988 był zatrudniony jako tancerz erotyczny i striptizer w grupie Chippendales. Kilka razy miał okazję spotkać się z gwiazdami porno, które sugerowały, by spróbował swoich sił przed kamerą.
W styczniu 1993, w wieku 28 lat, rozpoczął swoją karierę w branży porno w filmach niskobudżetowych: Anal Takeover i Frat Girls Of Double D..

## Kariera w branży porno
W parodii Forresta Gumpa – Foreskin Gump (1994) grał tytułową postać. W 1995 otrzymał nominację do branżowej nagrody AVN Award dla najlepszego aktora drugoplanowego w filmie wideo za rolę Jacka w dramacie kryminalnym Johna Leslie Złe nawyki (Bad Habits, 1994) i dla najlepszej sceny seksu pary w produkcji wideo z Kristą w realizacji Randy West Productions Up and Cummers 3 (1993).
W Europie był obsadzany w wysokobudżetowych kostiumowych produkcjach, których reżyserem był Joe D’Amato: 120 dni analnych (Le 120 giornate di Sodoma, 1995) jako Markiz de Sade z Anitą Blond i Seanem Michaelsem, tragedii szekspirowskiej Romeo i Julia (Romeo e Giulietta, 1996) w roli Romea oraz Robin Hoodzie: Złodziej żon (Un amore leggendario/Robin Hood (La leggenda sexy), 1996) jako Robin Hood.
W 1999 zdobył nominację do XRCO Award oraz w 2001 i 2003 był nominowany do AVN Award w kategorii wykonawca roku. W 2003 zadebiutował jako reżyser filmu Zero Tolerance Entertainment Ass Cleavage 1 z udziałem Manuela Ferrary, Toniego Ribasa, Moniki Sweetheart i Steve’a Holmesa. W 2005 Offset Entertainment wydał DVD Porn Icon: Mark Davis. W 2007 zdobył nominację do AVN Award w kategorii najlepsza scena seksu analnego – wideo w Up’r Class 4 (2006) z Tory Lane. Za rolę męża w melodramacie Pożądanie ojca (Father’s Lust, 2012) był nominowany do XBIZ Award w kategorii najlepszy aktor. Wystąpił w parodiach porno takich jak Prawdziwe męstwo – True Grit XXX (2011) w roli szeryfa Roostera Cogstada, Clerks – Sprzedawcy – Clerks XXX: A Porn Parody (2013) jako Snowball czy Thor – Thor XXX: An Axel Braun Parody (2013) jako Odyn, władca Asgardu, mąż Friggi (Julia Ann), ojciec Thora (Brendon Miller) i przybrany ojciec Lokiego (Tommy Pistol). W 2013 zdobył nominację do Sex Award jako najgorętszy dorosły ogier. Jako Abe w dramacie Niczyja córka (Nobody’s Daughter, 2013) z Remy LaCroix i Jamesem Deenem był nominowany do AVN Award, XBiz Award i XRCO Award w kategorii najlepszy aktor.

### Kink.com

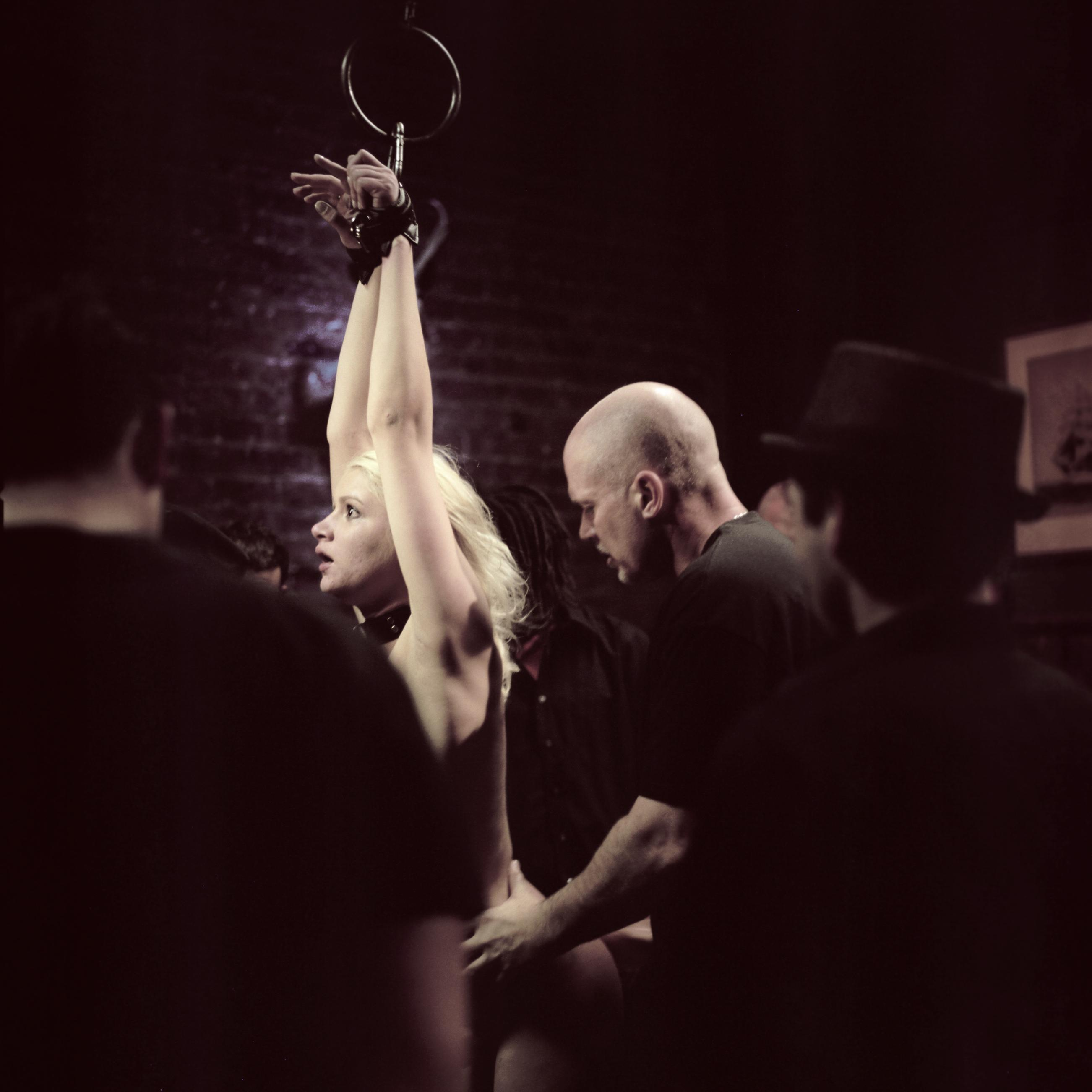
Mark Davis w scenie Kink.com (2011)

W latach 2005–2013 nakręcił ok. 350 scen dla kink.com w San Francisco, odtwarzając nikczemne role w scenach sadomasochistycznych, uległości, głębokie gardło, cunnilingus, gang bang, bukkake, kobiecej ejakulacji, pegging, plucia i bicia. Były to serie Bound Gang Bangs, Hardcore Gangbang, Sex and Submission, Everything Butt, Hogtied, Public Disgrace, Wired Pussy, Water Bondage czy Training Of O. W jednej z produkcji Kink.com Petite Blonde Lives Out Fantasy: Nun Gangbanged By 5 Priests In Chapel (2013) wystąpił jako ksiądz.
W 2016 powrócił do pornografii, aby kręcić wyłącznie dla kink.com.

## Obecność w kulturze masowej
Wziął udział w filmach dokumentalnych: Fluffy Cumsalot, Porn Star (2003), Private Independent 1: A Real Swinger’s Orgy (2009), After Porn Ends (2012) i Kink (2013).
Zagrał postać aktora porno Toma Powersa w melodramacie A Pornstar Is Born (2011) z udziałem Petera Greene, Rona Jeremy’ego, Herschela Savage i Kylie Ireland.

## Życie prywatne
W 1996 na przyjęciu urodzinowym poznał tajwańsko-japońską aktorkę porno Kobe Thai. 16 listopada 1996 wzięli ślub. Kobe Thai ograniczała sceny z mężczyznami do występów tylko z mężem, mimo że obie strony zachowały swój styl życia. Ich małżeństwo zakończyło się w 1998. 30 stycznia 2003 poślubił aktorkę porno Kitten, rozwiedli się w 2004. 3 stycznia 2014 zawarł związek małżeński z Carol Levy.

## Filmografia
| Rok  | Tytuł                                                           | Rola                 | Reżyser                   |
| ---- | --------------------------------------------------------------- | -------------------- | ------------------------- |
| 1996 | Real Sex (serial dokumentalny)                                  | w roli samego siebie | Patti Kaplan              |
| 1999 | The Girl Next Door (dokumentalny)                               | w roli samego siebie | Christine Fugate          |
| 2003 | Fluffy Cumsalot, Porn Star (dokumentalny)                       | w roli samego siebie | Nathan S. Garfinkel       |
| 2003 | E! True Hollywood Story: Jenna Jameson (serial dokumentalny)    | w roli samego siebie | Jeffrey Shore             |
| 2004 | Die Geschichte des erotischen Films (dokumentalny TV)           | w roli samego siebie | Claire Wilisch            |
| 2009 | Private Independent 1: A Real Swinger’s Orgy (dokumentalny)     | w roli samego siebie | Peter Acworth             |
| 2011 | A Pornstar Is Born                                              | Tom Powers           | Corey Bishop              |
| 2012 | After Porn Ends (dokumentalny)                                  | w roli samego siebie | Bryce Wagoner             |
| 2013 | Kink (dokumentalny)                                             | w roli samego siebie | Christina Alexandra Voros |
| 2023 | Sex Before the Internet: Something Wicked (serial dokumentalny) | w roli samego siebie | Patrick Dimon             |

## Nagrody
| Rok  | Nagroda    | Kategoria                               | Film                                                  | Inni wykonawcy                                                                                      |
| ---- | ---------- | --------------------------------------- | ----------------------------------------------------- | --------------------------------------------------------------------------------------------------- |
| 1995 | XRCO Award | Najlepsza scena seksu analnego          | Butt Banged Bicycle Babes (1994)                      | John Stagliano, Kim Chambers i Yvonne                                                               |
| 1995 | XRCO Award | Najlepsza scena seksu grupowego         | New Wave Hookers 4 (1994)                             | Yvonne, Chasey Lain, Misty Rain, Marc Wallice, T. T. Boy, Marilyn Martyn, Nick East i Tony Tedeschi |
| 1996 | Hot d’Or   | Najlepszy aktor amerykański             | –                                                     | –                                                                                                   |
| 1996 | AVN Award  | Najlepsza scena seksu grupowego – wideo | World Anal Sex Tour 1 (1995)                          | Erika Bella, Stefania Sartori i Sean Michaels                                                       |
| 1998 | Hot d’Or   | Najlepszy aktor amerykański             | Decadence (1997)                                      | –                                                                                                   |
| 1998 | AVN Award  | Najlepsza scena seksu analnego – wideo  | Butt Banged Naughty Nurses (1997)                     | Careena Collins i Sean Michaels                                                                     |
| 1999 | Hot d’Or   | Najlepszy aktor amerykański             | –                                                     | –                                                                                                   |
| 2001 | Hot d’Or   | Najlepszy aktor amerykański             | lekarz w Justine’s Daughter: Nothing to Hide 3 (1999) | –                                                                                                   |
| 2001 | XRCO Award | Najlepsza scena seksu analnego – wideo  | Welcome to Chloeville 1 (2000)                        | T.J. Hart                                                                                           |
| 2002 | XRCO Award | Najlepsza scena seksu damsko–męskiego   | Welcum To Chloeville 3 (2001)                         | Chloe                                                                                               |
| 2003 | AVN Award  | Aleja sławy Hall of Fame                | –                                                     | –                                                                                                   |
| 2006 | XRCO Award | Aleja sławy Hall of Fame                | –                                                     | –                                                                                                   |
| 2009 | AVN Award  | Najlepsza scena seksu grupowego – wideo | Icon (2008)                                           | Cheyne Collins, Alec Knight, Tyler Knight, Heidi Mayne, Alex Sanders i Hillary Scott                |